# Радищевское кладбище
Радищевское кладбище — кладбище, расположенное в предместье Радищева Правобережного округа города Иркутска. Существует второе название — Маратовское кладбище. Радищевское кладбище — одно из самых старых в Иркутске, на нём похоронены не менее ста пятидесяти тысяч иркутян.
Проезд из центра города автобусом маршрута № 9 Центральный Рынок — предместье Радищева. В дни памяти мэрия организует перевозку пассажиров по маршруту № 9а Центральный Рынок — садоводство Дубинина (Радищевское кладбище).
Могилы Вампилова А. В. и Бескина И. С., находящиеся на Радищевском кладбище, являются объектами культурного наследия регионального значения.

## История
Радищевское кладбище возникло в начале XX века. В 1901 году для захоронения жителей Знаменского и Ремесленно-Слободского предместий Иркутска за городом по продолжении улицы Хорошевской (ныне — улица Радищева) было отведено 27,6 тыс. кв. саженей (12 га). Часть этой площади заняло военное кладбище. В дальнейшем территория Радищевского кладбища расширялась. В 1979 году его площадь достигла 66,7 га.
В 2011 году около въезда на Радищевское кладбище был установлен православный крест высотой в 16 метров, который должен был стать первым сооружением будущего православного комплекса, в составе которого планировалось возведение часовни, а затем православного храма.

## Захоронения Чехословацкого корпуса
В 1918—1920-е годы, в Иркутске размещался Чехословацкий корпус, сражавшийся на стороне колчаковских войск. Легионеров Чехословацкого корпуса хоронили на Радищевском кладбище.

## Воинские захоронения
Во время Великой Отечественной войны на Радищевском кладбище хоронили воинов, умерших в военном госпитале № 325. Он являлся головным госпиталем Забайкальского военного округа. Сюда на лечение поступали в подавляющем большинстве военнослужащие запасных частей так называемого местного гарнизона — они не были участниками военных действий. Всего похоронено 147 военнослужащих.
В 2014 году на въезде на кладбище был открыт мемориал участникам Великой Отечественной войны. Всего на кладбище было похоронено более 500 ветеранов.

## Захоронения японских военнопленных
На Радищевском кладбище покоятся останки 406 японских военнопленных, погибших после Второй мировой войны.
В марте 2001 года кладбище посетил премьер-министр Японии Ёсиро Мори.
В августе 2003 года останки 333 японских воинов были эксгумированы, кремированы и отправлены в Японию.
27 августа 2015 года делегация из Японии провела на кладбище церемонию поминовения.

## Некоторые известные лица, погребённые на кладбище
- Андреев Михаил Александрович — Герой Советского Союза.
- Антипин, Афанасий Никитич — советский учитель, писатель.
- Архипкин Борис Михайлович — русский поэт.
- Безбоков Владимир Михайлович — Герой Советского Союза, генерал-полковник авиации, заслуженный военный лётчик СССР.
- Бескин Израиль Соломонович — Герой Советского Союза, генерал-лейтенант артиллерии.
- Вайс, Соломон Иосифович (1886—1968) — советский учёный-медик, стоматолог и одонтолог, доктор медицинских наук, профессор.
- Вампилов Александр Валентинович — советский драматург, писатель[11].
- Вырупаев, Константин Григорьевич — советский борец, Олимпийский чемпион, заслуженный мастер спорта СССР.
- Высоцкая, Вероника Ивановна — доктор медицинских наук, профессор, хирург.
- Гайда Геннадий Михайлович — русский поэт.
- Гладышев, Анатолий Васильевич — заслуженный мастер спорта СССР по мотоспорту (мотогонки на льду), чемпион мира (1979, 1981).
- Голышев, Валентин Александрович — президент фирмы «Агродорспецстрой»[12].
- Девятко, Георгий Олимпиевич — директор Иркутской чаеразвесочной фабрики[13].
- Дулов Всеволод Иванович — доктор исторических наук, профессор, лауреат Государственной премии СССР.
- Евстигнеев Александр Дмитриевич — Герой Советского Союза.
- Егоров Пётр Дмитриевич — Герой Советского Союза.
- Егунов Виктор Пантелеймонович — народный артист России, почётный гражданин г. Иркутска[14].
- Епископ Иннокентий (Иоанн Нерунович) — епископ Иркутский и Нерчинский[15], в 2001 году прах перенесён на территорию Знаменского монастыря[16].
- Жаркая Тамара Иннокентьевна — бортпроводница, погибла в результате захвата самолёта террористами[17].
- Иванова Екатерина Николаевна — первая советская альпинистка, покорившая Эверест[18].
- Киселёв Виктор Владимирович — русский советский поэт и прозаик[19].
- Козловский, Владимир Николаевич — русский советский писатель.
- Крамова Галина Алексеевна — актриса, народный артист РСФСР, почётный гражданин Иркутска.
- Логинов Сергей Николаевич — известный вор в Законе.
- Лызин Василий Петрович — Герой Советского Союза.
- Любославский, Александр Михайлович — правозащитник.
- Мещеряков, Михаил Семенович — митрофорный протоиерей[20].
- Негрун, Алексей Александрович — мастер спорта СССР по хоккею с мячом[21].
- Нестеров, Александр Герасимович - участник Первой мировой и Гражданской войн, руководитель штаба Восточно-Сибирской Красной армии, участник ареста Колчака[22].

- Одинцов, Михаил Михайлович — доктор геолого-минералогических наук, профессор, член-корреспондент РАН, депутат Верховного совета СССР[23].
- Пиннекер, Евгений Викторович — доктор геолого-минералогических наук, профессор, член-корреспондент РАН, заслуженный деятель науки РСФСР[24].
- Пономарев, Николай Александрович — протоиерей, благочинный церквей Иркутской епархии[25].
- Раппопорт, Евгений Григорьевич — советский литературовед, критик[19].
- Распутин, Михаил Егорович — председатель городского совета ветеранов войны, вооруженных сил и правоохранительных органов, полковник в отставке, почётный гражданин города Иркутска.
- Рогаль Виталий Сергеевич — народный художник РСФСР, заслуженный деятель искусств РСФСР, почётный гражданин Иркутска.
- Рубленко Иван Александрович — Герой Советского Союза.
- Рябенко Виктор Ефимович — Герой Социалистического Труда, лауреат Государственной и Ленинской премий СССР, геолог.
- Салацкий, Николай Францевич — председатель Иркутского горисполкома, почётный гражданин Иркутска.
- Седов Константин Рафаилович — доктор медицинских наук, профессор, действительный член РАМН, лауреат Государственной премии СССР.
- Седых Константин Фёдорович — советский писатель, лауреат Сталинской премии, почётный гражданин Иркутска.
- Сергеев Марк Давидович — советский, российский писатель и поэт, заслуженный работник культуры РСФСР, почётный гражданин Иркутска.
- Смирнов Александр Фёдорович — Герой Советского Союза[26].
- Тамм, Лидия Ивановна — ветеран иркутского комсомола, общественный деятель, почётный гражданин Иркутска.
- Ячменёв, Евгений Александрович — историк, директор Иркутского музея декабристов.

- На старом Радищевском кладбище, которое впоследствии было снесено, был похоронен польский художник и фальшивомонетчик XIX века Игнаций Цезик[27][28].